# Секст Юлій Цезар (консул 91 до н. е.)
Секст Юлій Цезар (лат. Sextus Iulius Caesar, бл. 130 до н. е. — 90 або 89 до н. е.) — давньоримський політик і воєначальник,  консул 91 до н. е., один з двох командуючих римською армією на початковому етапі Союзницької війни.

## Життєпис
Походив із знатного патриціанського роду Юліїв. Був братом Гая Юлія Цезаря Страбона і доводився дядьком Гаю Юлію Цезарю. Ймовірно, був претором  94 року (при проходженні cursus honorum).
Був обраний  консулом на 91 до н. е.; його колегою по консульству був Луцій Марцій Філіп. Хоча він, на відміну від свого колеги, був менш помітний як політик у цей неспокійний рік, які готували повстання італіки планували принести в жертву на Альбанській горі обох консулів, а не тільки одного свого політичного опонента Луція.
У розпочатій Союзницькій війні Секст був одним з двох командуючих римською армією разом з консулом 90 до н. е. Публієм Рутілієм Лупом. Між Секстом і Публієм були розподілені основні противники, і Сексту дісталися самніти, тобто південна частина Італії. Легатами Секста стали Луцій Корнелій Сулла, Гай Юлій Цезар Страбон, Публій Корнелій Лентул, Тит Дідій, Гай Клавдій Марцелл і Публій Ліциній Красс.
Перший свій бій (біля Езернії) Секст програв Титу Ветта Скатону. Незабаром італіки, захопивши сина нумідійського царя Югурти Оксінту, стали показувати його нумідійцям, що служили у Секста, і вони почали перебігати на сторону італіків, так що незабаром Секст відправив їх до Африки. Неподалік від Теана Секст втратив у бою велику частину своєї армії, яка налічувала до 45 000 чоловік. Незабаром Сексту вдалося розбити 20-тисячний загін противника, коли він міняв стоянку, убивши до 8 000 осіб. Помер він незабаром після цього від хвороби при облозі Аускуле.